# 18世纪南京
|        | 南京历史 |
| 世纪： | 12世纪南京 \| 13世纪南京 \| 14世纪南京 \| 15世纪南京 \| 16世纪南京 \| 17世纪南京 \| 18世纪南京 \| 19世纪南京 \| 20世纪南京 \| 21世纪南京 \| 22世纪南京 \| 23世纪南京 \| 24世纪南京 |

南京于18世纪为清朝江宁府。

## 大事记

### 1700年代
- 1702年，壬午科江南乡试主考官陈汝弼、黄鼎楫公正廉明，立《壬午科两大主考公正廉明碑记》于江南贡院。
- 1703年，二月二十六日，康熙帝第四次南巡江宁，二十八日离开。
- 1705年，四月二十二日，康熙帝第五次南巡江宁，二十七日离开；康熙帝命江宁织造曹寅校刻《全唐诗》。
- 1706年，曹寅重修江宁府学；刘智译著《天方典礼》于江宁成书。
- 1707年，三月初六日，康熙帝第六次南巡江宁，十三日离开。
- 1708年，明孝陵塌方，曹寅主持修复；邵穆布下令疏浚秦淮河。

### 1710年代
- 1711年，江南辛卯科场案起，张鹏翮南下查办。
- 1712年，辛卯科场案继续发展，两江总督噶礼与江苏巡抚张伯行互参案发，俱解任受审；七月，曹寅卒，其子曹颙继任江宁织造。
- 1713年，江宁另建录遗考棚（后下江考棚），引发考棚之争；癸巳科江南乡试主考官为吕履恒、乔云名，监临官为张伯行，立《癸巳科内外帘协恭取士碑记》于江南贡院；张伯行增修江南贡院。
- 1715年，曹顤继任江宁织造。
- 1716年，张圣佐重修江宁府学。

### 1720年代
- 1721年，长鼐下令疏浚秦淮河。
- 1723年，查弼纳重修江南贡院；查弼纳捐立钟山书院，八月十八日起工，十二月二十四日完工。
- 1724年，四月初十日，雍正帝御书“敦崇实学”匾额颁赐钟山书院；七月，查弼纳为钟山书院书写头门匾联；宋衡任钟山书院首任掌教。
- 1726年，夏慎枢任钟山书院掌教。
- 1727年，十二月，雍正帝下旨查办曹顤；江宁驻防满洲、蒙古马兵选出一千人组建八旗水师。
- 1730年，江苏按察使司由江宁迁苏州；溧阳县改归镇江府管辖。

### 1730年代
- 1731年，十月，尹继善于江宁开局修《江南通志》，历五年而成。
- 1733年，吴敬梓寓局江宁秦淮水亭。
- 1734年，溧水知县吴湘皋率儒学教谕、县导迁县学至城隍庙东；赵弘恩取消句容考棚，将江宁岁、科两考统归府城。
- 1735年，赵弘恩峰值重修宝华山慧居寺。
- 1736年，吴敬梓作《儒林外史》于江宁，历十四年而成。

### 1750年代
- 1751年，三月二十四日，乾隆帝陪同皇太后首次南巡江宁府，二十五日谒明孝陵，二十六日游后湖、燕子矶等，二十八日返京；三月，乾隆帝颁赐钟山书院武英殿新刊《十三经》《二十二史》；四月，江宁八旗水师被裁撤；春，扩江宁织造署为江宁行宫，称大行宫。
- 1752年，壬申恩科殿试，江宁人秦大士中状元。
- 1757年，三月十八日，乾隆帝第二次南巡江宁，二十二日离开。

### 1760年代
- 1761年，安徽布政使移至安庆，设江宁布政使。
- 1762年，三月二十五日，乾隆帝第三次南巡江宁，二十八日离开。
- 1763年，江宁驻防蒙古官兵迁往京口。
- 1765年，三月初六日，乾隆帝第四次南巡江宁，初十日离开。
- 1766年，高晋延聘叶酉担任钟山书院院长。
- 1768年，新建江宁织造衙署。
- 1769年，高晋延聘顾镇担任钟山书院院长。

### 1770年代
- 1770年，高晋奏请将八卦洲买作八旗驻防公产。
- 1772年，高晋延聘卢文弨担任钟山书院院长。
- 1773年，乾隆帝将《钦定重刻淳化阁法帖》颁赐钟山书院。
- 1776年，乾隆帝颁发武英殿聚珍版于东南各省，江宁亦在此列。

### 1780年代
- 1780年，三月二十七日，乾隆帝第五次南巡江宁，二十九日离开。
- 1783年，七月，萨载延聘秦大成担任钟山书院院长。
- 1784年，闰三月初七日，乾隆帝第六次南巡江宁，十一日离开；卢文弨出任钟山书院院长。

### 1790年代
- 1790年，陈毅所撰《摄山志》刊刻成书。